# 군대

활동 군인 수에 따른 나라 (2009년)

군대(軍隊, 영어: military)는 주로 국가나 지역의 방위 및 전투의 수행을 목적으로 하여 구성된 무장 조직이다. 군사조직 중에서도 군대는 정부에 소속된 공식적인 권력 기관이라는 점에서 준군사조직과 다르며, 외국과의 전쟁에 대비한다는 점에서 내부의 치안유지를 담당하는 경찰 등의 국가행정기관과는 다르다. 다만 용어에 따라 군대라는 말로 준군사조직까지 포함하여 가리키는 경우도 있다.
군대는 전쟁에 대비하여 전투 조직과 전투 지원 조직과 이들을 구성하는 인력(군인)들과 장비와 병참과 훈련과 시설 등을 관리할 수 있는 기구로 구성되며, 군대의 효율성은 이들 조직들이 얼마나 잘 활용되고 있는지에 따라 평가된다. 통상 활동 영역에 따라 육군과 해군과 공군과 해병대 등으로 나뉜다. 현대의 거의 대부분 모든 국가는 공식적인 군대를 보유하고 있으며, 국가에 따라 지자체나 당이 군대를 보유, 운용하기도 한다.
군사를 이루는 군인이라는 직업은 역사 시대보다 더 오래되었다. 고전 고대의 가장 오래된 그림들 가운데 일부는 군사 지도자들의 힘과 솜씨를 그려놓고 있다. 군대 활용을 연구하는 학문은 군사학이라 부른다.
군인들은 또한 장교와 부사관과 병으로 구분된다. 역사적으로 장교와 부사관은 전문적으로 양성하기 위해 지원제를 원칙으로, 병은 경우에 따라 징병제(부병제)나 모병제로 선발하여 인원을 충족하였다.

## 용어
군사의 영어 낱말 밀리터리(military)의 스펠링 militarie를 처음 사용한 기록은 1582년이었다. 이는 프랑스어를 경유한 라틴어 낱말 militaris(군사를 의미하는 라틴어 miles)에서 비롯된 것이지만 이는 불명확한 어원이며 몸이나 덩어리에 들어가는 *mil-it-에서 비롯되었다는 의견도 있다. 이 용어는 현재 무기 사용에 숙련되거나 군사 복무에 참가한 사람, 전장에 참가한 사람을 의미한다.

## 군사력 지표
| 군사력 지표 | 군사력 지표 | 군사력 지표      | 군사력 지표      | 군사력 지표 | 군사력 지표 | 군사력 지표   | 군사력 지표 | 군사력 지표 | 군사력 지표 |
| 순위 | 나라        | 최종 군사력 점수 | 현역 군인 ('000) | 탱크        | 군용기      | 공격 헬리콥터 | 항공모함    | 잠수함      |             |
| --- | ----------- | ---------------- | ---------------- | ----------- | ----------- | ------------- | ----------- | ----------- | ----------- |
| 1 | 소련        | 0.90             | 3670             | 5.50        | 4.30        | 1.40          | 0.071       | 0.95        |             |
| 2 | 미국        | 0.80             | 0.81             | 0.95        | 0.90        | 0.90          | 0.52        | 0.86        |             |
| 3 | 중국        | 0.79             | 0.95             | 0.90        | 0.86        | 0.86          | 0.52        | 0.90        |             |
| 4 | 일본        | 0.72             | 0.38             | 0.38        | 0.76        | 0.81          | 0.76        | 0.81        |             |
| 5 | 인도        | 0.69             | 0.86             | 0.81        | 0.81        | 0.19          | 0.76        | 0.76        |             |
| 6 | 프랑스      | 0.61             | 0.33             | 0.24        | 0.67        | 0.43          | 0.90        | 0.57        |             |
| 7 | 대한민국    | 0.52             | 0.76             | 0.57        | 0.71        | 0.71          | 0.05        | 0.67        |             |
| 8 | 이탈리아    | 0.52             | 0.52             | 0.33        | 0.38        | 0.57          | 0.76        | 0.43        |             |
| 9 | 영국        | 0.50             | 0.19             | 0.14        | 0.52        | 0.67          | 0.52        | 0.57        |             |
| 10 | 튀르키예    | 0.47             | 0.57             | 0.67        | 0.57        | 0.57          | 0.05        | 0.67        |             |
| 11 | 파키스탄    | 0.41             | 0.71             | 0.62        | 0.48        | 0.48          | 0.05        | 0.52        |             |
| 12 | 이집트      | 0.34             | 0.62             | 0.76        | 0.62        | 0.38          | 0.05        | 0.14        |             |
| 13 | 대만        | 0.32             | 0.43             | 0.52        | 0.43        | 0.76          | 0.05        | 0.14        |             |
| 14 | 이스라엘    | 0.32             | 0.24             | 0.71        | 0.33        | 0.48          | 0.05        | 0.33        |             |
| 15 | 호주        | 0.30             | 0.05             | 0.05        | 0.10        | 0.24          | 0.52        | 0.43        |             |
| 16 | 타이        | 0.28             | 0.48             | 0.43        | 0.24        | 0.14          | 0.52        | 0.05        |             |
| 17 | 폴란드      | 0.23             | 0.14             | 0.48        | 0.19        | 0.29          | 0.05        | 0.33        |             |
| 18 | 독일        | 0.19             | 0.29             | 0.19        | 0.29        | 0.33          | 0.05        | 0.14        |             |
| 19 | 인도네시아  | 0.12             | 0.67             | 0.29        | 0.05        | 0.10          | 0.05        | 0.10        |             |
| 20 | 캐나다      | 0.10             | 0.10             | 0.10        | 0.14        | 0.05          | 0.05        | 0.14        |             |
| 무게와 함께 고려되는 6가지 요소는 다음과 같다: 현역병 (5%), 전차 (10%), 공격 헬리콥터 (15%), 항공기(20%), 항공모함(25%), 잠수함(25%) 등이다. |             |                  |                  |             |             |               |             |             |             |
| |             |                  |                  |             |             |               |             |             |             |
| 출처: 그림 56, 41페이지, 크레딧 스위스 2015년 9월                                                                                            |             |                  |                  |             |             |               |             |             |             |

## 국가별 특징

### 대한민국
전반적으로 부병제인 징집제와 모병제를 혼합하는 징모혼합제를 시행하는 경우이다. 대한민국은 국방부가 군대를 관리한다.

### 미국
전반적으로 모병제인 지원제를 시행하는 경우이다.
처음부터 미국은 징집제를 시행하였다. 이후 미국은 제1차 세계대전과 제2차 세계대전 시절에도 징집제를 시행하여, 병력 유지 및 전투력 상승에 큰 중점을 두었다. 베트남 전쟁 이후 징병에 대한 국민적 반감이 극에 달하여 사실상 폐지되었다.

### 중국
전반적으로 모병제인 지원제를 시행하는 경우이다. 공식적으로 국군이 아닌 중국 공산당에 소속된 당군이다.
단 21세가 되면 남녀 모두 유사시 민병으로 활용하기 위해서 당에서 운영하는 1주일 병영체험 학습을 수료해야 한다. 즉 모병제이나 1주일 징병제이고 이게 남녀모두 대학에서 학점으로 인정된다.

### 북한
국가경제의 상당 부분을 군인이 유지하는 병영국가로서, 남성 보병부대 10년, 특수부대 13년, 여성은 전부 7년간의 의무복무를 원칙으로 하고 있다. 이들은 국군이 아닌 조선로동당에 소속된 당군이자 김정은의 사병이다.

## 군대 해체
1868년 리히텐슈타인이 비용상의 문제로 세계와 서양에서 처음으로 군대를 해체하였다. 이어 1907년에는 대한제국 군대 해산이라는 동양 최초의 군대 해체 사건이 일어났고, 1945년에는 미국이 일본의 군대를 강제로 해체하였다.

## 같이 보기
- 군인
- 병역, 징병제
- 군대가 없는 나라 목록
- 병력에 따른 나라 목록
- 전쟁